# Neufchelles
Neufchelles je francouzská obec v departementu Oise v regionu Hauts-de-France. V roce 2011 zde žilo 368 obyvatel.

## Sousední obce
Crouy-sur-Ourcq (Seine-et-Marne), Mareuil-sur-Ourcq, Montigny-l'Allier (Aisne), Rouvres-en-Multien, Varinfroy

## Vývoj počtu obyvatel
Počet obyvatel 